# ФК Будивелник
ФК „Будивелник“ (на украински: Будівельник; на руски: „Строитель“) е футболен отбор от град Припят, Чернобилски район, Киевска област, Украинска ССР, СССР, основан през февруари 1970 година и разформирован през 1988 г.
Отборът му е играл в Шампионата на Киевска област по футбол в Шампионата на Украинската ССР по футбол при КФК. Шампион е 3 пъти на Киевска област (сезони 1981, 1982, 1983), достига до финала за Купата на Киевска област (1979).
Домакинските си мачове играе на градския стадион. Планирано е домашен стадион да му стане „Авангард“, с капацитет 5000 зрители, от 1 май 1986 г.

## История
Отборът е съставен от строители от близкото село Чистоглавка и работници, ангажирани с изграждането на Чернобилската атомна централа. Чистоглавка има един от най-добрите тимове в региона по това време и техният капитан Виктор Пономарьов се присъединява към Будивелник в Припят при основаването му.
Василий Трофимович е бил уважаван човек в съветско време и отчасти е отговорен за основаването на ФК „Будивелник“. Носителят на орден „Ленин“ за заслуги към родината си решава, че Припят се нуждае от футболен отбор. Причината е, че много млади работници, които са били въвлечени в петгодишното строителство на атомната електроцентрала, се нуждаят от забавление между времето на работните си смени. Така започва търсенето на играчи и първата дестинация е село Чистоглавка, поради факта, че е един от най-добрите отбори в Киевска област. След създаването си, отборът участва в регионални турнири предимно аматьорски лиги и купи в рамките на Киевска област.
Между 1980 и 1981 клубът е воден от бившия играч на „Динамо (Киев)“ и „Черноморец Одеса“ Анатолий Шепел. През 1981 година става шампион на аматьорската дивизия в Киевска област. Следват още две титли през следващите години, които затвърждават господството на отбора при аматьорите от Киев и околностите.
Отборът от Припят участва и в шампионата КФК, а успех там може да го превърне в професионален отбор. Най-лошото му класиране е 8-ото (последно) място през 1982 година, но три години по-късно финишира втори, само на четири точки от първенеца „Нефтяник-Укрнефт“ от Ахтирка. По времето на този сезон клубът прави рекорд за най-много отбелязани голове в един мач от дивизията – 13 срещу „Локомотив“ (Знаменка).
Тимът става все по-добър и заслужава нов стадион. Той играе на скромна универсална арена, предназначена за редица спортове. Стадионът трябвало да бъде открит в деня на труда – 1 май 1988 година, след като властите единодушно смятат, че е най-подходящият момент да дадат нещо ново на хората на Припят. Стадионът се намира в непосредствена близост до емблематичния парк и виенското колело, които са най-известните обекти в града. Стадионът е наречен „Авангард“ заради синдикалното спортно общество, което е със същото име. До този момент „Будивелник“ играе на различни други терени из цялата страна.
На 26 април 1988 година експлодира 4-ти реактор в атомната електроцентрала на 5 км от град Припят. Градът е евакуиран. Заради експлозията отборът така и не успява да изиграе нито една среща на новия стадион.
Ден след експлозията на 27 април ФК „Будивелник“ трябвало да домакинства на „Машиностроител“ в полуфинал за регионалната купа на Киев. Мачът е отменен заради Чернобилската авария. Историята е известна с разказа как гостите от „Бородянка“ тренират преди срещата, а един хеликоптер каца на терена и ги информира, че срещата с „Будивелник“ е отменена.
„Будивелник“ се оттегля от шампионата на КФК през 1986 година. Целият отбор, както и жителите на града са евакуирани и изпратени да живеят в съседни градове и общности.
Клубът се завръща на терена като ФК „Будивелник“ с регистрация в Славутич през 1987 г. Град Славутич е построен с единствената цел да настани евакуираните граждани от Припят и да замести необитаемия град. Намира се на 45 км от Чернобил. Клубът започва да действа, но не всички футболисти от бившия тим се преместват в него. През 1987 г. отборът завършва трети в шампионата на КФК, а година по-късно вече изнемогва и завършва на осмо място. След разочароващото представяне и напускането на играчите е взето решение за закриването на клуба.
Футболът се завръща в град Славутич през 1994 година със създаването на едноименния клуб. Клубът е закрит през 1998 година, но няма нищо общо с отбора на Припят. Факт е, че е образуван благодарение последствията от катастрофата в град Припят.
Клубовете от съседните от съседните общности предлагат помощ на футболистите, играли за Припят, или поне на тези, които не умират от рак. Голяма част от футболистите са привлечени от любителски и професионални клубове.

## Известни треньори
- Станислав Гончаренко – играе за „Будивелник“ (1979 – 1981)
- Анатолій Шепель – тренира отбора (1980 – 1981)
- Олександр Вишневський – играе и тренира отбора до ликвидирането му (1988)
- Валентин Литвин – капитан на отбора на ФК „Будивелник“.

## Предишни имена
- 1970-те год.: ФК „Будивелник“ (Припят)
- 1988 г.: ФК „Будивелник“ (Славутич)

## Успехи
- Шампионат на Киевска област:
  -  Шампион (3): 1981, 1982, 1983
- Шампионат на Украинска ССР по футбол при КФК:
  -  Вицешампион (1): 1985 (трета зона)
  -  Бронзов медалист 1987 (четвърта зона)
- Купа на Киевска област
  -  Финалист (1): 1979.